# Römer (cráter)

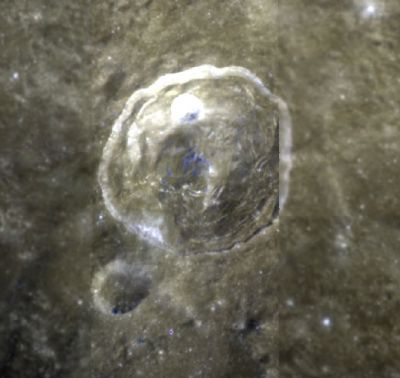
Imagen de la misión Clementine

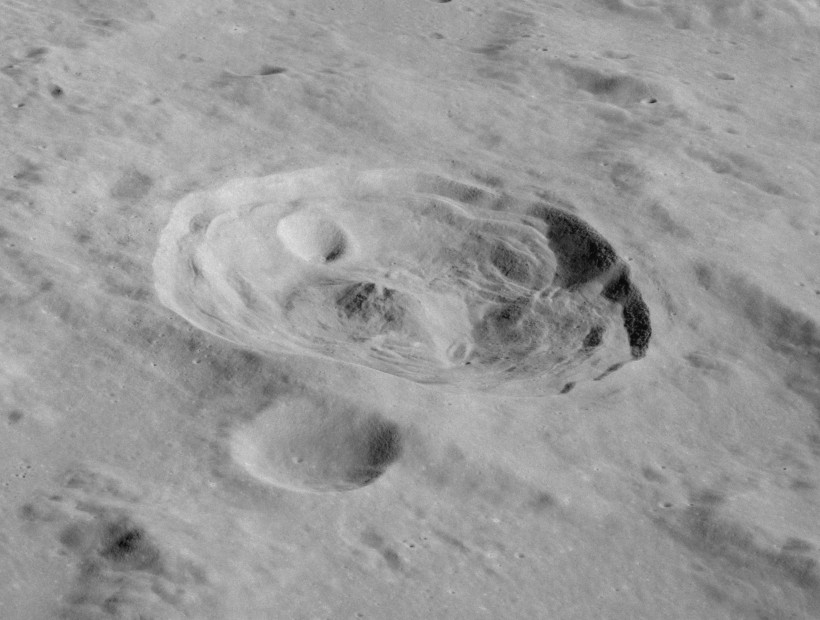
Vista oblicua desde el Apolo 17

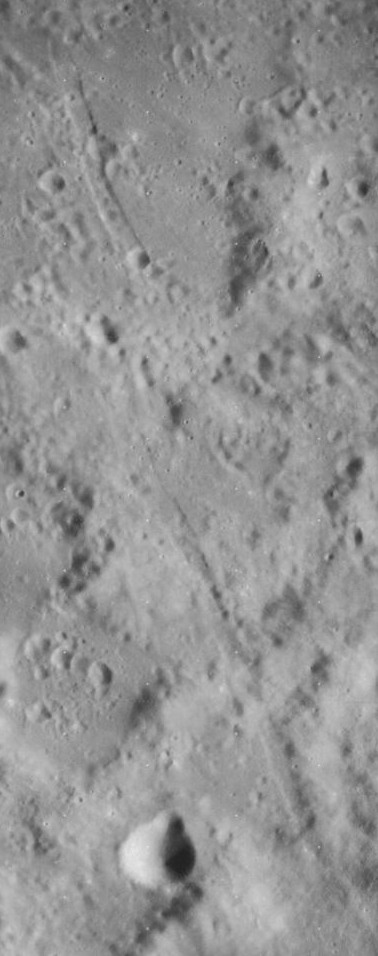
Fotografía de la misión Lunar Orbiter 4 (1967)

Römer es un cráter de impacto que se encuentra al norte del Sinus Amoris en la sección noreste de la Luna, en la parte suroeste de la región montañosa llamada Montes Taurus. Al oeste-noroeste se halla el cráter-bahía Le Monnier, en el borde este del Mare Serenitatis.
|  |

El borde de Römer tiene paredes relativamente altas, con una superficie interior aterrazada. Presenta un pequeño cratercillo en la parte norte del suelo del cráter, y un gran pico central en su punto medio. Römer posee un sistema de marcas radiales, y debido a estos rayos, se clasifica como parte del Período Copernicano.
Al noroeste del cráter aparece un sistema prominente de grietas denominado Rimae Römer, que sigue un curso al norte del borde occidental del cráter, y tiene una longitud combinada de cerca de 110 kilómetros.

## Cráteres satélite
Por convención estos elementos son identificados en los mapas lunares poniendo la letra en el lado del punto medio del cráter que está más cercano a Römer.
|       | \| Römer \| Coordenadas \| Diámetro \| \| ----- \| ---------------------------- \| -------- \| \| A \| 28°06′N 37°06′E / 28.1, 37.1 \| 35 km \| \| B \| 28°36′N 38°12′E / 28.6, 38.2 \| 20 km \| \| C \| 27°42′N 37°00′E / 27.7, 37.0 \| 8 km \| \| D \| 24°30′N 35°48′E / 24.5, 35.8 \| 13 km \| \| E \| 28°30′N 39°12′E / 28.5, 39.2 \| 31 km \| \| F \| 27°06′N 37°12′E / 27.1, 37.2 \| 22 km \| \| G \| 26°48′N 36°12′E / 26.8, 36.2 \| 14 km \| \| H \| 25°54′N 35°42′E / 25.9, 35.7 \| 6 km \| \| J \| 22°24′N 37°54′E / 22.4, 37.9 \| 8 km \| \| M \| 25°18′N 34°36′E / 25.3, 34.6 \| 10 km \| \| N \| 25°18′N 38°00′E / 25.3, 38.0 \| 26 km \| \| P \| 26°30′N 39°36′E / 26.5, 39.6 \| 61 km \| \| R \| 24°12′N 34°36′E / 24.2, 34.6 \| 42 km \| \| S \| 24°54′N 36°48′E / 24.9, 36.8 \| 44 km \| \| T \| 23°36′N 36°06′E / 23.6, 36.1 \| 47 km \| \| U \| 24°18′N 39°06′E / 24.3, 39.1 \| 28 km \| \| V \| 24°30′N 38°36′E / 24.5, 38.6 \| 28 km \| \| W \| 26°24′N 40°24′E / 26.4, 40.4 \| 7 km \| \| X \| 24°18′N 40°06′E / 24.3, 40.1 \| 22 km \| \| Y \| 25°42′N 36°18′E / 25.7, 36.3 \| 7 km \| \| Z \| 24°06′N 36°54′E / 24.1, 36.9 \| 12 km \| |          |
| Römer | Coordenadas | Diámetro |
| A     | 28°06′N 37°06′E / 28.1, 37.1 | 35 km    |
| B     | 28°36′N 38°12′E / 28.6, 38.2 | 20 km    |
| C     | 27°42′N 37°00′E / 27.7, 37.0 | 8 km     |
| D     | 24°30′N 35°48′E / 24.5, 35.8 | 13 km    |
| E     | 28°30′N 39°12′E / 28.5, 39.2 | 31 km    |
| F     | 27°06′N 37°12′E / 27.1, 37.2 | 22 km    |
| G     | 26°48′N 36°12′E / 26.8, 36.2 | 14 km    |
| H     | 25°54′N 35°42′E / 25.9, 35.7 | 6 km     |
| J     | 22°24′N 37°54′E / 22.4, 37.9 | 8 km     |
| M     | 25°18′N 34°36′E / 25.3, 34.6 | 10 km    |
| N     | 25°18′N 38°00′E / 25.3, 38.0 | 26 km    |
| P     | 26°30′N 39°36′E / 26.5, 39.6 | 61 km    |
| R     | 24°12′N 34°36′E / 24.2, 34.6 | 42 km    |
| S     | 24°54′N 36°48′E / 24.9, 36.8 | 44 km    |
| T     | 23°36′N 36°06′E / 23.6, 36.1 | 47 km    |
| U     | 24°18′N 39°06′E / 24.3, 39.1 | 28 km    |
| V     | 24°30′N 38°36′E / 24.5, 38.6 | 28 km    |
| W     | 26°24′N 40°24′E / 26.4, 40.4 | 7 km     |
| X     | 24°18′N 40°06′E / 24.3, 40.1 | 22 km    |
| Y     | 25°42′N 36°18′E / 25.7, 36.3 | 7 km     |
| Z     | 24°06′N 36°54′E / 24.1, 36.9 | 12 km    |

Los siguientes cráteres han sido renombrados por la UAI:
- Römer K -  Véase  Franck (cráter).
- Römer L -  Véase  Brewster (cráter).